# Section commençante

Le treillis de l'ensemble des parties de l'ensemble {1, 2, 3, 4}, la section finissante ↑{1} étant colorée en vert.

En mathématiques, et plus précisément en  théorie des ordres, une section commençante (également appelée segment initial ou sous-ensemble fermé inférieurement) d'un ensemble ordonné (X,≤) est un sous-ensemble S de X  tel que si  x est dans  S et si y ≤ x, alors y est dans S. 
Dualement, on appelle section finissante (ou sous-ensemble fermé supérieurement) un sous-ensemble  F tel que si  x est dans  F et si x ≤ y, alors y est dans  F. 

## Exemples
Dans le cas d'un ensemble totalement ordonné, les sections commençantes sont des intervalles ; en particulier, dans le cas de l'ensemble R des nombres réels, les sections commençantes non vides et non identiques à R sont les intervalles de l'une des deux formes ]–∞, a] et ]–∞, a[.
Pour la relation d'inclusion, l'ensemble des sous-ensembles d'un ensemble donné X est une section commençante de l'ensemble des parties de Y, pour tout Y tel que X ⊂ Y.
Par définition, pour la relation d'inclusion, l'ensemble des voisinages d'un point d'un espace topologique est une section finissante de l'ensemble des parties de cet espace.

## Propriétés
Dans la liste de propriétés suivante, on peut partout remplacer section commençante par section finissante (en échangeant au besoin maximum et minimum, etc.) 
- Tout ensemble ordonné est section commençante de lui-même.
- L'intersection et l'union d'une famille de sections commençantes sont des sections commençantes.
- Le complémentaire d'une  section commençante est une section finissante.
- Étant donné un ensemble ordonné (X,≤), la famille des sections commençantes de  X, ordonnée par inclusion, est un treillis complet, le treillis commençant O(X).
- Étant donné un sous-ensemble arbitraire  Y d'un ensemble ordonné X, l'intersection des sections finissantes contenant Y est la  plus petite de ces sections finissantes, notée  ↑Y. 
  - De même, la plus petite section commençante contenant  Y  est notée ↓Y.
- Une section finissante de X est dite principale si elle est de la forme ↑{x}, où  x est un  élément de X ;  deux applications importantes de cette terminologie correspondent au cas des idéaux et à celui des ultrafiltres.
- L'ensemble des éléments minimaux d'une section finissante forme une antichaîne. 
  - Réciproquement, toute  antichaîne A détermine une section finissante : {x | il existe un  y de A tel que x ≥ y}. Pour des ordres partiels satisfaisant une condition de chaîne descendante, cette correspondance entre antichaînes et sections finissantes est une bijection (mais ce n'est pas le cas en général pour un ordre partiel quelconque).

### Le cas des ordinaux
Un ordinal peut être identifié avec l'ensemble des ordinaux qui lui sont strictement inférieurs. Chaque ordinal s'identifie alors à une section commençante de la classe de tous les ordinaux, ordonnés par inclusion.